# Kinnisarposh, Gulbarga
Kinnisarposh là một làng thuộc tehsil Gulbarga, huyện Gulbarga, bang Karnataka, Ấn Độ.